# Ruine Farnsburg
Die Ruine Farnsburg liegt zwischen den Ortschaften Ormalingen und Buus im Schweizer Kanton Basel-Landschaft.

## Lage
Die Ruine der Spornburg befindet sich auf 734 m ü. M. in einer markanten Spornlage am nordöstlichen Rand des Farnsberges, wo sich die Grenzen der Gemeinden Buus, Hemmiken und Ormalingen treffen. Dieser Felssporn – Schmaedecke bezeichnet ihn als Spornterrasse – wurde künstlich terrassiert, was zu einem rund 8 Meter tiefen, senkrechten Absturz zwischen Felssporn und Schildmauer führte. Unmittelbar vor der Anlage wurde ein rund 9 Meter breiter Halsgraben ausgehoben, der einerseits die Burgstelle als Annäherungshindernis schützte und andererseits – wie die Terrassierung – als Steinbruch für die Gewinnung von Baumaterial für diese Festung diente. Der Halsgraben wurde gegen das Ende der Nutzung der Anlage mit 200 Wagenladungen zugeschüttet (um einen Garten erstellen zu können) und ist nur noch bei der Zugangsbrücke erhalten.
Die Ruine ist sehr gut zugänglich, bietet einen herrlichen Ausblick von der Schildmauer aus (neuzeitliche Wendeltreppe in der Schildmauer integriert) und ist vor Ort mit grossem Übersichtsplan sowie geschichtlichem Abriss ausgezeichnet erläutert. Unterhalb der Burgruine befindet sich auch heute noch das Hofgut Farnsburg, von wo aus der Burgweg zur Farnsburg hinaufführt. Alternativ ist die Ruine von der Buuseregg (Busstation) auf markierten Wegen sehr gut zu erwandern.

## Anlage
Die Farnsburg weist eine Länge von rund 130 Metern (inklusive Vorwerk) bei einer maximalen Breite von knapp 60 Metern (bei der Schildmauer) auf. Sie gliedert sich deutlich in eine ausgedehnte Unterburg (Vorburg) auf der Felsterrasse an der östlichen und nördlichen Seite und eine Oberburg (Kernburg) auf dem Felskopf im westlichen Bereich.

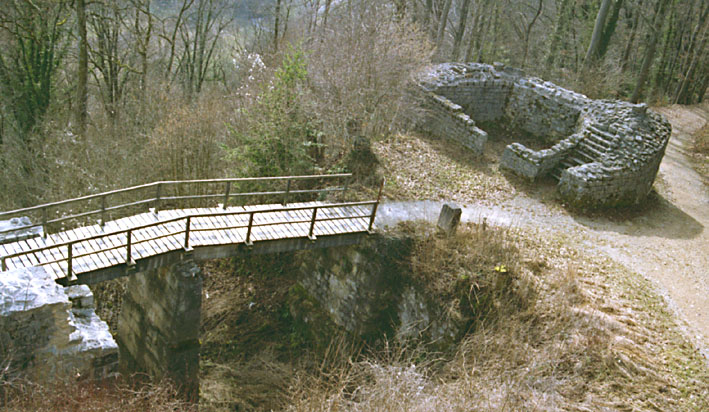
Äussere Torbefestigung und Torgraben mit Brücke und Pfeiler (2010)

Der Zugang zur gesamten Burganlage führt an einem Vorwerk mit einem Torgraben (nicht mehr sichtbar) und einer äusseren Torbefestigung am südöstlichen Ende des Halsgrabens vorbei. Die Torbefestigung bestand aus einem Torbau und einem flankierenden Halbrundturm (noch sichtbares Bollwerk). Nach dem Passieren des Vorwerkes und der Brücke über den Torgraben wird das innere Tor erreicht, das bis zur Errichtung des Vorwerkes 1461 (nach Übernahme durch die Stadt Basel) ursprünglich die Funktion des äusseren Tores innehatte; heute ist es bis auf die Fundamente abgetragen. Nach historischen Abbildungen bestand dieses innere Tor aus einem vorspringenden Viereckturm mit Pultdach.

Die ausgedehnte Unterburg war von einer Ringmauer umgeben, die mit Türmen bewehrt war. In der südöstlichsten Ecke des Berings stand der «Bettelturm» (auch Hundsturm), ein starker Rundturm, an den ein Wachthaus (mit Stallungen) und ein Kornhaus angebaut war.

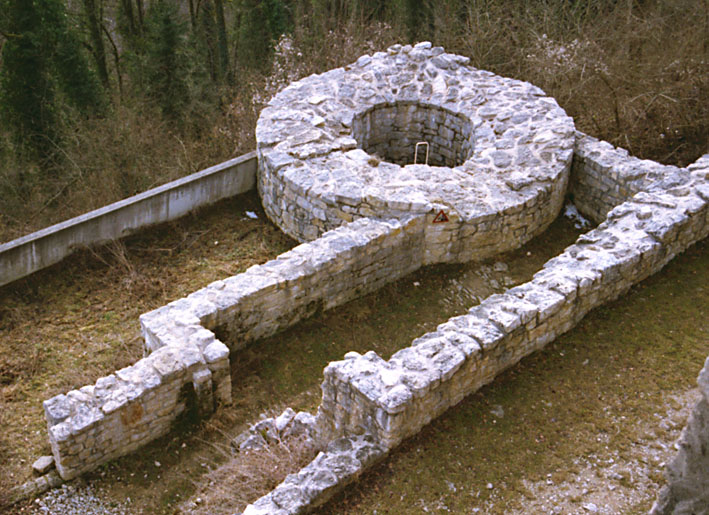
Hunds- oder Bettlerturm mit Kornhaus und Wachthaus (2010)

 Ein halbrunder Schalenturm (zeitweise als Pulverturm oder Zeughausturm für die Hakenbüchsen genutzt) verstärkte die Mitte der Ostmauer. Im nördlichen Teil der Unterburg stand ein Wohngebäude: Das Gebäude und danebenliegende Stallungen werden identifiziert als Wohnsitz der Ministerialenfamilie Zielemp, deren Siegel heute das Wappen von Ormalingen ist. Weitere, nur in Resten erhaltene Gebäude lehnten sich an die Ringmauer an; auf Grund der Quellen vermutet Schmaedecke, dass in der Unterburg zeitweise sogar Bestattungen stattfanden.

Während die Unterburg mehrheitlich wirtschaftliche Zwecke erfüllte, wurde die Oberburg zu Repräsentations- (Amtshaus, Kapelle) und Wohnzwecken (inkl. Badestube!) genutzt. Die Lange Stiege führt von der Unterburg hinauf zur Oberburg.

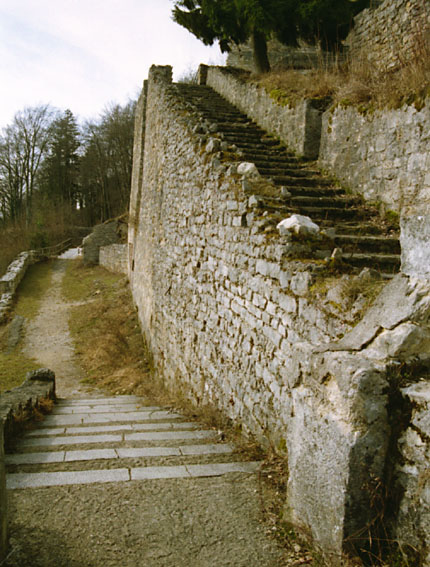
Lange Stiege vom blauen Turm aus (2010)

 Dieser Zwingeraufgang verläuft entlang der südöstlichen Flanke des Felskopfes zum «Blauen Turm» und nach einer Spitzkehre weiter über eine Zugbrücke (über einen sog. Wolfsgraben) zum Pfisterhaus (von mittelhochdeutsch pfister «Bäcker», also die Bäckerei). Sowohl im Blauen Turm als im Pfisterhaus waren weitere Tore integriert, die den Zugang zur Oberburg sicherten. Im Blauen Turm befand sich eine Nebentüre zur Zisternenanlage, der Wasserversorgung der Burg. Diese reichte bis auf das Grundwasserniveau herab und sicherte eine zuverlässige Wasserversorgung der Oberburg, die damit auch nach einer Stürmung der Unterburg weiterverteidigt werden konnte.

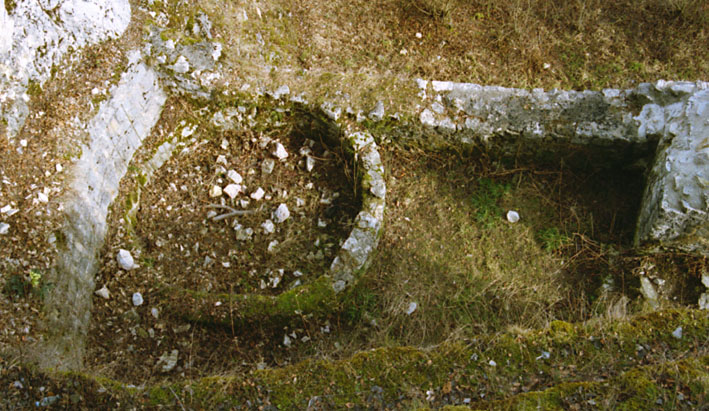
Zisternenanlage (2010)

Die Oberburg wurde auf der Seite des Halsgrabens von einer mächtigen Schildmauer geschützt, an der an beiden Enden kleine Scharwachttürme, sogenannte Pfefferbüchsen, angebracht waren. Auf der Innenseite befand sich der Wohntrakt, der nach alten Abbildungen mit einem Pultdach gedeckt war und mindestens vier Geschosse beherbergte. Neben den Wohnräumen befand sich hier auch die Burgküche, wovon der am Innenmantel der Schildmauer eingelassene Rauchkanal zeugt.

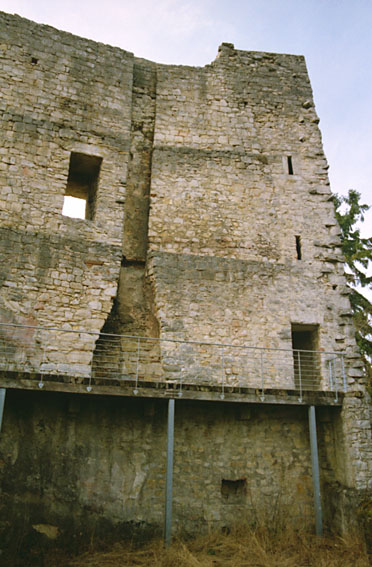
Rauchabzug in Schildmauer eingelassen (2010)

 Eine zweite Zisterne (knapp 6 m³ Fassungsvermögen), die mit Regenwasser von den Dächern gespeist wurde, lag zwischen dem Wohn- und dem Amtshauskomplex, doch ist sie durch Bunkerbauten aus dem Zweiten Weltkrieg stark gestört.

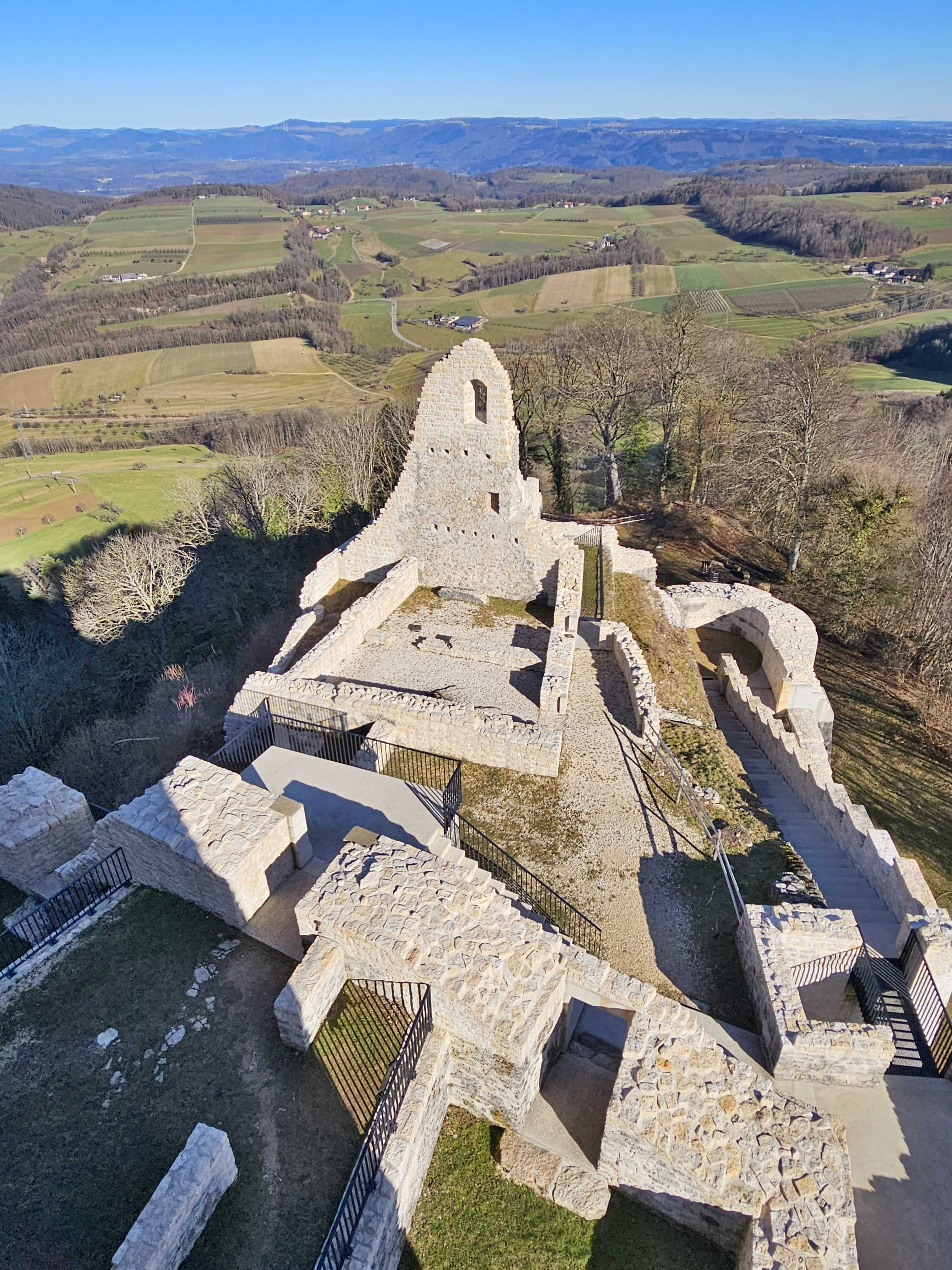
Oberburg mit Wohn- und Amtsgebäuden (2025)

Im nordöstlichen Teil der Oberburg stand ein mehrteiliger Gebäudetrakt, der Amtsräumlichkeiten, Schreibstube, Badestube und die Burgkapelle nebst Wohnung für den Kaplan enthielt. Zwischen dem Wohntrakt und dem Amtsgebäudetrakt befand sich ein kleiner Hof.

## Geschichte
Es besteht eine Reihe von Hinweisen, dass bereits zu Anfang des 14. Jahrhunderts oder sogar erheblich früher ein Vorgängerbau auf dem Felssporn stand. Schon 1309 tritt der thiersteinische Dienstmann Zielemp – der später als auf der Burg wohnend bezeugt ist – als Verkäufer thiersteinischer Güter auf; er könnte also bereits zur Zeit dieser Verkaufsaktivitäten auf der Burg (Vorgängerbau) gewohnt haben. Weiter wurde in den Mauerkernen der heutigen Burganlage Bruchstücke (z. B. Keramik aus dem 13. Jahrhundert) von älteren Bauten verbaut. Auch dies ist ein Hinweis auf einen Vorgängerbau, da die Baumaterialien wegen fehlender Transportkapazitäten meist in der Nähe gewonnen wurden. Ein älterer Vorgängerbau scheint mit den Baumassnahmen zur heutigen Burg praktisch vollständig eliminiert worden zu sein, und damit ist eine eindeutige Aussage nicht wirklich möglich.
Die heutige Farnsburg wurde um 1330 (zwischen 1319, dem Übergang des ursprünglich frohburgischen Besitzes an die Thiersteiner, und 1342, die nach der Farnsburg genannten Thiersteiner bringen weitere Güter in der Umgebung der Burg an sich) durch die Grafen von Thierstein erbaut. Schmaedecke evaluiert als Bauherren entweder Sigmund II. (1262 bis 1326) oder seinen Sohn Otto I. (1318 bis 1347); eine direkte, gemeinsame Initiative der beiden ist praktisch auszuschliessen, da Otto beim Tod seines Vaters erst achtjährig war.
1363 wird die Burg erstmals schriftlich erwähnt, und 1367 wird die Burg als Ausstellungsort einer Urkunde dokumentiert. Über mehrere Generationen hinweg bildete sie den Sitz der Seitenlinie Thierstein-Farnsburg, die von dort aus das Landgrafenamt im Sisgau ausübten. Nach deren Aussterben übernahmen die Freiherren von Falkenstein 1418 durch Erbe Burg, Herrschaft und auch das Landgrafenamt, das ein Lehen des Bischofs von Basel war.
Hans und Thomas von Falkenstein schlossen sich um 1440 dem Hause Habsburg an und beteiligen sich auf dessen Seite aktiv am alten Zürichkrieg. Während die Eidgenossen 1444 die Stadt Zürich belagerten, überfielen die Falkensteiner die Stadt Brugg und setzten diese in Brand. Danach zogen sie sich auf die Farnsburg zurück, wohin ihnen ein eidgenössisches Heer von knapp 1500 Mann folgte und die Burg belagerte. Der Aufbruch des Belagerungsheeres Richtung Basel und die darauffolgende Schlacht bei St. Jakob an der Birs vom 26. August 1444, in der das eidgenössische Heer vollständig vernichtet wurde, retteten den Verteidigern der Farnsburg das Leben. Der im Anschluss an die Schlacht von der Stadt Basel geführte Krieg gegen die österreichisch gesinnten Adelsfamilien führte zum politischen und wirtschaftlichen Zusammenbruch des Hauses Falkenstein. Auf Grund der langfristig schlechten finanziellen Situation der Falkensteiner ist anzunehmen, dass sie die Burg verlottern liessen, und sie begann baufällig zu werden.
Die Stadt Basel kaufte 1461 im Zuge ihrer Expansionspolitik die Herrschaft Farnsburg (Burg, Güter und Rechte) von den Falkensteinern. Die frühere Adelsburg wurde dabei zu einem Verwaltungssitz, einem Landvogteischloss, umfunktioniert. Dabei wurde sie zeitgemäss und repräsentativ umgebaut (z. B. 1462 Einbau von Glasfenstern) und repariert sowie das genannte Vorwerk errichtet.
Während das Schloss weiterhin starke fortifikatorische Bauelemente aufwies, zeigte die Besatzung klar den geänderten Zweck auf: Es war keine starke militärische Besatzung mehr vorhanden, sondern eine Verwaltungs- und Dienstleistungsmannschaft. Diese bestand z. B. 1461 aus sechs Knechten, vier Nachtwächtern, zwei Tagwächtern und einem Jäger mit einer gesamten Bewaffnung von 22 Büchsen und 10 Armbrüsten. Aufgrund der zivilen Nutzung der Anlage wurden naturgemäss die sicherheitstechnischen Bauten vernachlässigt, und so gelang es bereits 1653 (14 Aufständische im Bauernkrieg) und schlussendlich 1798 (Erstürmung der Basler Landvogteischlösser durch Bauern) problemlos, das Schloss einzunehmen. 1798 wurde der städtische Vogt endgültig vertrieben und die Burg von Landleuten in Brand gesteckt. Dasselbe geschah in den Burgen Waldenburg und Dornach. Die Ruine wurde danach als Steinbruch genutzt und zerfiel rasch.
In den Jahren 1930 und 1931 wurden Teile der Burgruine, die unter Schutt begraben war, freigelegt und restauriert. Damals wurde an der nordwestlichen Stirnseite der Kernburg eine Wendeltreppe angelegt, die auf die Schildmauer hinauf zu einer Aussichtsterrasse führt. Zwar störte die Errichtung eines militärischen Beobachtungsstandes im Zweiten Weltkrieg die Anlage der Kernburg, aber es wurden 1944 und 1945 auch Reparaturarbeiten an der historischen Anlage ausgeführt. Diese Erhaltungsarbeiten wurden 1947 bis 1959 in kleinen Schritten mit Hilfe eines Unterhaltsfonds weitergeführt, bis 1963 der Kanton den Unterhalt der Ruine übernahm. Nach einer Reihe von Diskussionen zwischen dem Burgenkomitee und der Kantonsarchäologie wurden 1981/82 und 1986 grössere – kaum dokumentierte – Reparaturen in Angriff genommen.
1989 wurden bei Forstarbeiten an der Südostecke der Anlage der Pulverturm freigelegt (heute wieder zugewachsen).
Die grosse Sanierung 2002 und 2003 (Sommermonate) wurde wissenschaftlich begleitet, der Baubestand besser dokumentiert und baugeschichtlich ausgewertet. 2012 wurden allerdings Risse an der Schildmauer festgestellt und die Ruine wegen Einsturzgefahr gesperrt. Nachdem der Landrat des Kantons Basel-Landschaft den nötigen Kredit bewilligt hatte, wurde die Ruine Juni bis November 2013 für 300'000 Franken saniert und ist wieder zugänglich.

## Aussichtsturm
60 Treppenstufen führen zur Aussichtsplattform in 12 Meter Höhe. Von dieser hat man einen Ausblick auf die Ortschaft Buus, Hemmiken und Ormalingen sowie bei guter Sicht auf den grossen Teil der Schweizer Alpen.

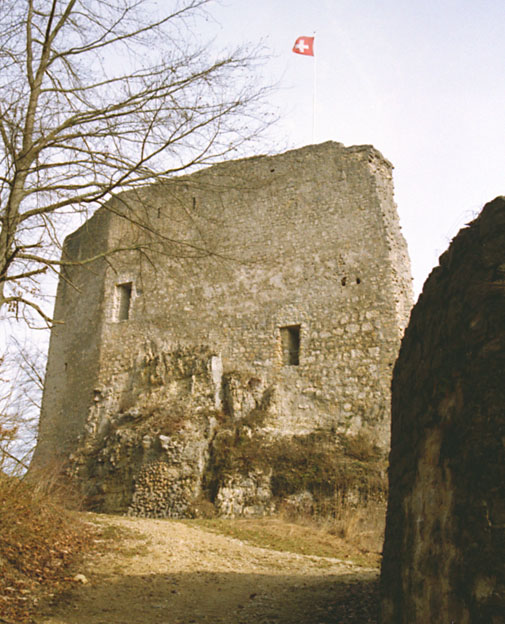
Schildmauer und Vorwerk
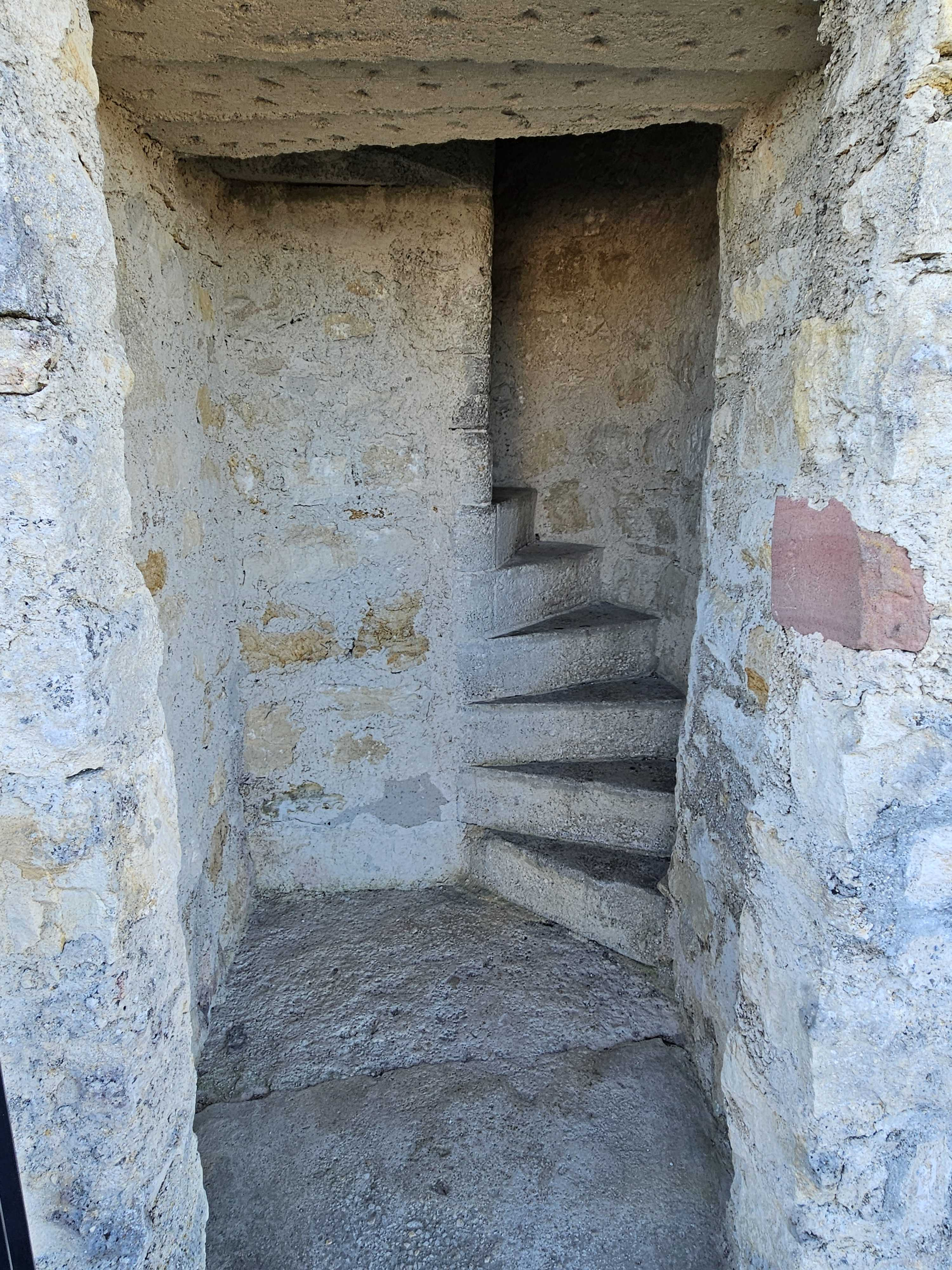
Wendeltreppe zur Aussichtsplattform
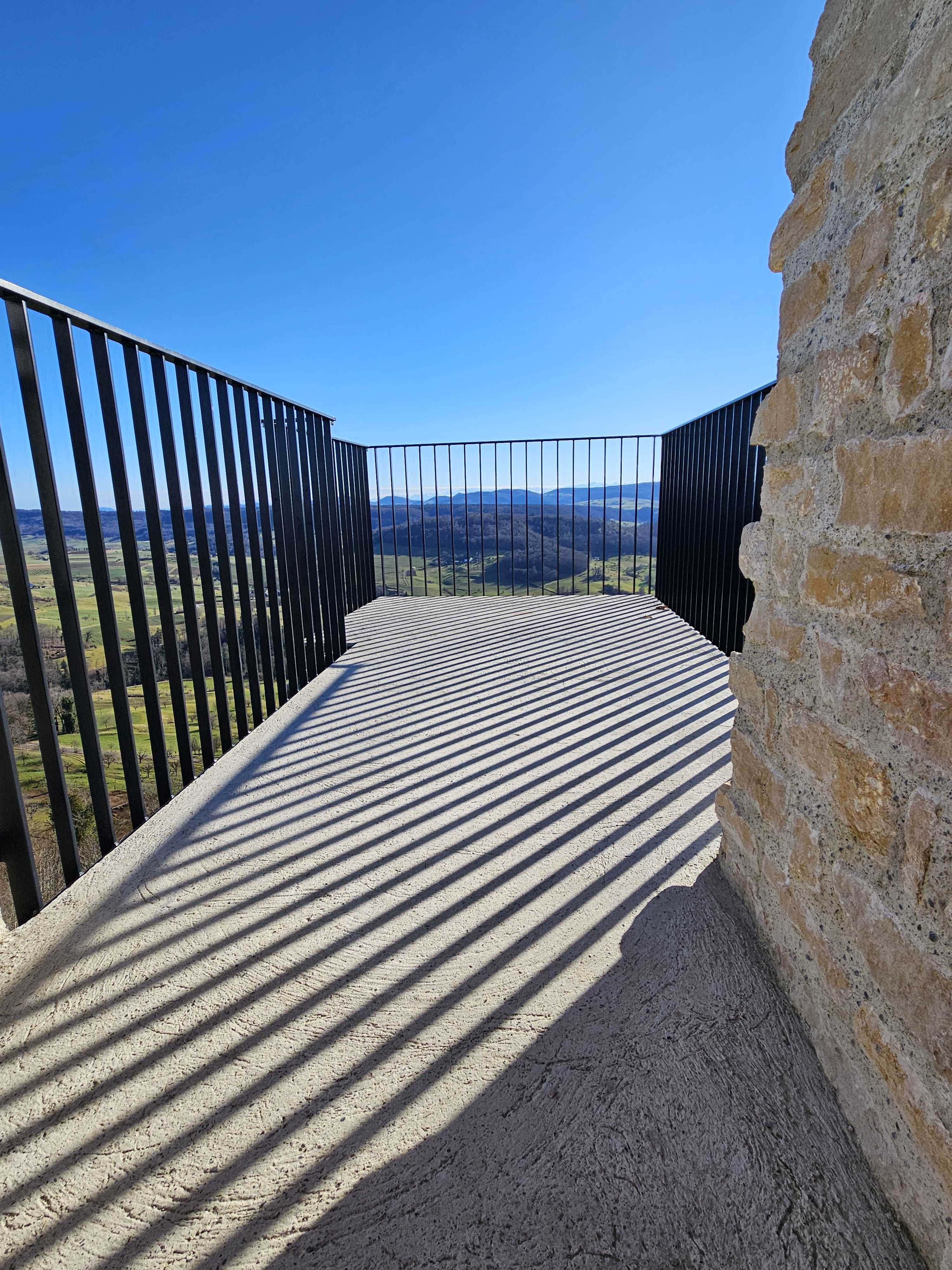
Aussichtsplattform
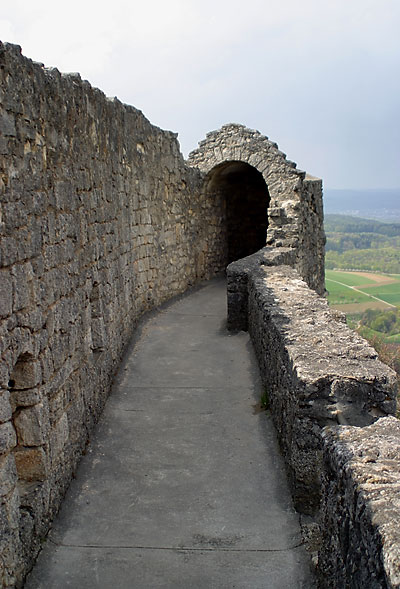
Aussichtsplattform auf Schildmauer